# Мегакл (син Гіппократа)
Мегакл (*Μεγακλῆς, кін. VI ст. до н. е. —V ст. до н. е.) — давньогрецький політичний діяч Афінського полісу. Мав прізвисько «Розпусник» (μοιχός). У просопографічній і генеалогічній літературі зазвичай йменується як Мегакл (IV).

## Життєпис
Походив з аристократичного роду Алкмеонідів. Належав до деми Алопека. Син Гіппократа та небіж відомого діяча Клісфена. Мабуть, матір'ю Мегакла була донька тирана Гіппія, на якій Гіппократ одружився після повернення з вигнання після 527 року до н. е. Відповідно десь у 520-х роках до н. е. народився Мегакл. У 508 році до н.е. невдовзі після смерті батька Мегакла вигоняє з Афін рішенням архонта Ісагора.
Мегакл був одним лідером Алкмеонідів, впливовим і блискучим аристократом старого стилю (часів архонтів і тиранів). Разом із шваргом Ксантіппом очолював аристократичну партію, що протистояла демократам на чолі із Фемістоклом. У 486 році до н. е. Мегакла було вигнано з Афін остракізмом. Він був другим, після Гіппарха, політиком, який став жертвою остракофоріі, і його вигнання стало першим ударом по аристократам.
Мегакл перебрався до Дельф, де в тому ж році його квадрига здобула перемогу на Піфійських іграх. Друг Мегакла — Піндар — присвятив цьому успіху VII Піфійську оду («Афіни»). Загалом згідно Піндару Мегакл 5 разів перемогав на Істмійських іграх і 2 рази — на Піфійських іграх.
У 480 році до н. е. в зв'язку з перською загрозою Мегакла разом з іншими вигнанцями було амністовано. Згодом Лісій в обвинувальної промови проти Алківіада Молодшого згадав про те, що Мегакла виганяли двічі. Після того, як в 1960-х роках була виявлена стародавня звалище, на якій знайшли приблизно 7 тисяч остраконах, з яких на 4445 було надряпано ім'я Мегакла, деякі дослідники висунули припущення, що він міг піддатися вторинному остракізму наприкінці 470-х років до н. е. Більшість фахівців вважає цю версію недостатньо обґрунтованою, а повідомлення Лісія може відноситися до подій 507 року до н. е., коли Алкмеоніди були вигнані Клеоменом.
Про діяльність Мегакла з 470-х років до н.е. відсутні відомості.

## Родина
Дружина — Кесіра, донька Клісфена
Діти:
- донька, дружина: 1) Гіппоніка з гілки роду Керіків (відомі як Каллії); 2) Перікла, стратега
- Діномаха, дружина Клінія і мати Алківіада
- Мегакл, олімпіонік
- Евріптолем